# Guilherme Rodrigues Moreira
Guilherme Rodrigues Moreira (Alegre, 1987. április 11. –) brazil labdarúgó, középpályás.

## Pályafutása
Moreira Brazíliában a Coritiba csapatában kezdett el futballozni. 2008 és 2011 között a Budapest Honvéd csapatában több mint ötven magyar élvonalbeli mérkőzésen lépett pályára, valamint a csapattal 2009-ben magyar kupagyőztes lett. 2011 és 2013 között a francia másodosztályú Clermont Footban futballozott. Moreira játszott már vietnami, szaúd-arábiai, marokkói és thaiföldi csapatokban is, legutóbb 2020-ban a thaiföldi Uthai Thani játékosa volt. 

## Sikerei, díjai
Budapest Honvéd
- Magyar kupa: 2009